# 백자호
백자호(白磁壺)는 서울특별시 종로구 성균관대학교 박물관에 있는 조선시대 18세기 전반 경 사옹원 분원 관요에서 제작된 양질의 백자입호이다. 2018년 12월 13일 서울특별시의 유형문화재 제432호로 지정되었다.

## 개요
18세기 전반 경 사옹원 분원 관요에서 제작된 양질의 백자입호이며, 몸체의 파손이나 수리‧복원된 부분이 적어 본래의 모습을 비교적 잘 유지하고 있다.
비록 유태의 품질이 최상급이라 보기 어렵고 번조 당시 몸체 한쪽이 약간 기울어졌으나, 크기가 매우 크고 형태가 유려할 뿐 아니라 비례가 안정되어 드물게 현전하는 18세기 무문의 백자입호 가운데에서도 특히 조형성이 뛰어나다.
숙종 후반~영조 초기 조선관요의 무문백자 입호를 대표하는 유물로서 문화재적 가치가 높다.

## 조사보고서
2016년 2월 29일 소재지에서 상기 신청문화재를 실견ㆍ조사한 결과 다음과 같이 현황을 파악했다. 대상 문화재는 높이 60cm가량의 문양이 없는 백자 입호(立壺)로서 구연이 짧게 직립하고 어깨부분이 반구형의 둥근 곡선을 이루며, 몸체 아래가 사선형으로 서서히 좁아지다가 굽에서 살짝 벌어진 형태를 갖고 있다. 미세한 사립(砂粒)과 철분(鐵粉)이 약간 포함된 밝은 회백색 태토를 사용하여 몸체의 상‧하부를 나누어 성형(成形)한 뒤 맞붙여 제작했으며, 굽과 구연부를 칼로 깎아 정형(整形)했다. 몸체 외면 역시 칼로 깎아 정면(整面)하였으나 미흡하여 기공(氣孔)이 있는 태질이 드러나 태토 표면이 다소 거칠고 물레흔이 옅게 남아있다.
항아리 안팎으로, 굽 안바닥까지 전면에 반투명 유약을 입혔는데 유층의 두께가 고르고 용융 상태 또한 비교적 양호하여 표면에 은은한 광택이 있다. 유색은 담회청색이 살짝 도는 일부분을 제외하면 대체로 중성염 분위기의 옅은 황백색을 띠며 유면 곳곳에 기공이 많다. 굽 접지면 일부에서 가는 모래를 받쳐 구운 흔적이 확인된다.
이 항아리는 번조 당시 굽 바닥면에 미세한 균열이 발생했고, 몸체도 한쪽으로 살짝 기울어졌다. 이 때문인지 굽 안바닥 중앙에는 흑갈색 이물질이 융착되어 갈아낸 흔적이 남아 있으며, 기울어진 굽의 접지면 역시 부분적으로 갈아내고 2개소에 지름 7∼8mm 가량의 괴임돌을 합성 수지류로 제작하여 부착하였다. 구연부와 몸체 3~4곳에도 미세하게 떨어져 나간 부분을 보수한 흔적이 발견되나, 파손 및 결손, 접착이나 수리, 그리고 복원된 부분이 크기 않아 제작 당시의 모습을 잘 유지하고 있다.
상기 백자입호는 크기와 형태, 유태의 품질은 물론 접동(接胴)의 성형법과 정면법, 굽받침법 등으로 판단할 때, 광주 관요에서 제작하여 조선왕실에서 사용된 고급품으로 판단된다. 이처럼 구연을 직립으로 깎고, 어깨를 반구형으로 둥글게 만든 대형 입호는 국보 107호 <백자 철화포도문 항아리>, 국보 263호 <백자 청화산수화조문 항아리> 등과 같이 18세기에 유행한 유물들과 양식적 유사성을 짐작할 수 있지만, 아직까지 상기 입호와 같은 형태의 유례(類例)는 찾아보기 어렵다. 다만 18세기 후반 분원리 가마에서 생산된 입호에 비해 태토와 유약의 치밀도가 낮고 유색의 푸른 기운이 적은 점, 형태상 구연이 좁고 낮아 몸체 상부의 양감과 곡선이 강조된 점 등을 고려하면 상기 입호는 분원리 이전 시기 즉, 18세기 전반 금사리 혹은 그 이전의 관요에서 제작된 것으로 비정할 수 있다.
따라서 숙종 후반∼영조 초기 조선관요의 무문백자 입호를 대표하는 유물로서 서울시 지정 문화재로 지정하여 보존ㆍ관리하는 것이 타당하다고 판단된다.

## 참고 문헌
- 백자호 - 국가유산청 국가유산포털